# Carles Grau
Grau  Tallada est un nom espagnol. Le premier nom de famille, en général paternel, est Grau ; le second, en général maternel, souvent omis, est Tallada.
Carles Grau Tallada, né le 10 mars 1990 à Lloret de Mar, est un gardien international espagnol de rink hockey.

## Carrière sportive
En 2015, il est médaillé d'argent au championnat du monde.
En 2018, il joue au FC Porto après avoir évolué au CP Vic. 